# أم سريحة (القويعية)
أم سريحة، هي قرية من فئة (أ) تقع في محافظة القويعية، والتابعة لمنطقة الرياض في السعودية. وتبعد أم سريحة عن محافظة القويعية بمسافة تقارب (82) كم.